# Mallophora vegeta
Mallophora vegeta är en tvåvingeart som beskrevs av Lynch Arribalzaga 1882. Mallophora vegeta ingår i släktet Mallophora och familjen rovflugor. Inga underarter finns listade i Catalogue of Life.